# Tie Your Mother Down
Tie Your Mother Down è una canzone dei Queen, scritta da Brian May e inserita nel disco A Day at the Races del 1976.

## Descrizione
May cominciò a scriverne il testo a Tenerife in Spagna. Nelle classifiche questa canzone non fu un gran successo (31° in Uk e oltre il 40º posto in USA), ma nei concerti dal vivo è uno dei brani più amati e riusciti della band.
Il pezzo nell'album viene introdotto da un gong e dal riff di White Man e il finale di Teo Torriatte (Let Us Cling Together), per poi sfociare nel famoso riff iniziale.
Nel solo di questo brano, per la prima volta Brian May usa in un album dei Queen uno strumento noto ai chitarristi come slide, strumento che utilizzerà nuovamente otto anni più tardi per l'assolo di Radio Ga Ga.
Nel 2006 i Queen rimasti hanno cantato con i Foo Fighters più volte questa canzone. La performance più importante è stata quella al Vh1 Rock Honors.
May ne cantò una versione live al VH1 per promuovere il suo album Another World nel 1998, la quale riscosse molto successo. Questa interpretazione è caratterizzata da un inizio parlato che introduce la canzone stessa. Brian suona con una Ibanez acustica amplificata da un pick-up eseguendo due apprezzabili assoli.

## Formazione
- Freddie Mercury – voce, cori
- Brian May – chitarra, cori
- John Deacon – basso
- Roger Taylor – batteria, cori

## Cover
- La canzone venne suonata al Freddie Mercury Tribute Concert dai Queen, insieme al cantante Joe Elliott e il chitarrista Slash.
- I Foo Fighters con i Tenacious D e Slash hanno suonato questa canzone il 10 gennaio del 2015 al The Forum di Inglewood in occasione del compleanno di Dave Grohl cantante dei Foo Fighters.